# Sector eléctrico en Chile
El sector eléctrico en Chile se basa principalmente en la generación de energía térmica, hidroeléctrica y solar fotovoltaica. Tras los cortes del suministro de gas natural proveniente de Argentina, en 2007, Chile comenzó la construcción de su primera planta de gas natural licuado y planta de regasificación en Quintero para asegurar el suministro de sus plantas generadoras a gas. Además, se inició la construcción de nuevas centrales hidroeléctricas y a carbón. Asimismo, desde la creación del Ministerio de Energía en 2010, las políticas gubernamentales han ido enfocadas en la diversificación de la matriz energética, con un fuerte crecimiento exponencial en la generación de energías renovables en Chile, las que han convertido al país sudamericano en uno de los líderes mundiales en el uso de esta energía dentro del rubro eléctrico.
La reforma del sector eléctrico de Chile, que sirvió como modelo para otros países, se llevó a cabo en la primera mitad de la década de 1980. La desagregación vertical y horizontal de la generación, transmisión y distribución, y la privatización a gran escala, condujo al aumento de la inversión privada. Sin embargo, en los últimos años, realizar una modificación sustancial en la Ley General de Servicios Eléctricos para adaptarla a los desarrollos del sector de los últimos 20 años se ha vuelto una necesidad urgente.

## Capacidad instalada
La capacidad eléctrica instalada en mayo de 2022 fue de 29,44 GW. De la capacidad instalada, el 43,5% es térmica (15,8% carbón, 14,4% diésel, 13,3% gas), el 24,7% es hidroeléctrica, 17,6% solar, 12,6% eólica, 1,5% biomasa.
En 2021, Chile tenía, en términos de electricidad renovable instalada: 6 807 MW en energía hidroeléctrica (28.º más grande del mundo), 3 137 MW en energía eólica (28.º más grande del mundo), 4 468 MW en energía solar (22.º más grande del mundo) y 375 MW en biomasa.
Hay cuatro sistemas de electricidad independientes en Chile: el Sistema Interconectado del Norte Grande (SING), el cual provee a las regiones de explotación minera del desierto del norte (23,2% de la capacidad total instalada); el Sistema Interconectado Central, (SIC), el cual provee a la parte central del país (75,8% de la capacidad total instalada y el 93% de la población); el Sistema Eléctrico de Aysén (0,3% de la capacidad total) y el Sistema Eléctrico de Magallanes (0,6% de la capacidad total), los cuales proveen a las pequeñas áreas del extremo austral del país. Las grandes distancias existentes entre los cuatro sistemas hacen que sea difícil la integración.
Para diciembre de 2008, Chile contaba con una capacidad instalada neta de generación eléctrica 13,137 GW. Las  principales  fuentes  de  generación  eléctrica  eran  la  hidráulica (37,6%), el gas natural (36,1%), el carbón (15,6%) y el petróleo (9,3%). Del total nacional, las ERNC, con 394 MW representaban un 2.7% de la capacidad de generación.
A abril de 2010, la capacidad total instalada nominal alcanzaba 14.940 MW. De la capacidad instalada, el 10.346 MW corresponde a generación térmica, 5.426 MW a generación hidroeléctrica y 167 MW a generación eólica; no hay energía nuclear. Cabe destacar sin embargo que la ley de fomento de energías renovables ha impulsado nuevos proyectos renovables, principalmente de energía eólica y minihidro, por lo que durante 2009 y 2010 la cifra de renovables ha crecido sustancialmente. El SING es casi exclusivamente térmico. En el SIC, cuya energía es predominantemente hidroeléctrica, ha sufrido de severas estrecheces en los años posteriores a los inviernos secos (como en 2008, debido al seco invierno de 2007, y 1997, con motivo del invierno de 1996). La generación total en 2008 fue de 58,7 TWh, el 59,0% del cual fue aportado por las fuentes térmicas, 40,9% por fuentes hidráulicas y 0,1% correspondió a energía eólica.
A abril de 2010, el sector eléctrico cuenta con 15,94 GW de capacidad instalada. Este se basa principalmente en la generación termoeléctrica (64,9%) e hidráulica (34%), además de cerca de un 1% de centrales eólicas. Producto de los cortes de gas que enfrentó a partir de 2004, inició la construcción de dos terminales regasificadores de GNL para permitir la importación de gas natural mediante barcos. El primer terminal, GNL Quintero, entró en operaciones la segunda mitad del año 2009 y actualmente se encuentra en construcción el terminal GNL Mejillones que abastecerá el norte del país.
Para marzo de 2015, Chile contaba con una capacidad instalada neta de generación eléctrica de 19,027 GW por mes. De este total el 14,923 GW (78,5%) corresponden al Sistema Interconectado Central (SIC), mientras que 3,943 GW (20,7%) corresponden al Sistema Interconectado del Norte Grande (SING). Por otro lado, el porcentaje que queda (0,8%) se reparte en el Sistema Eléctrico de Aysén (SEA) y en el Sistema Eléctrico de Magallanes (SEM). Del total generado al mes un 58,0% corresponde a producción termoeléctrica, un 32,0% a producción hidroeléctrica convencional y un 9,0% a energías renovables no convencionales (ERNC).
Para diciembre de 2015, Chile contaba con una capacidad instalada neta de generación eléctrica de 20,337 GW por mes. De este total el 15,838 GW (77,9%) corresponden al Sistema Interconectado Central (SIC), mientras que 4,334 GW (21,3%) corresponden al Sistema Interconectado del Norte Grande (SING). Por otro lado, el porcentaje que queda (0,8%) se reparte en el Sistema Eléctrico de Aysén (SEA) y en el Sistema Eléctrico de Magallanes (SEM). Del total generado al mes un 58,2% corresponde a producción termoeléctrica, un 30,0% a producción hidroeléctrica convencional y un 11,8% a energías renovables no convencionales (ERNC).
Para diciembre de 2016, Chile contaba con una capacidad instalada neta de generación eléctrica de 21,024 GW por mes. De este total el 16,807 GW (79,9%) corresponden al Sistema Interconectado Central (SIC), mientras que 4,043 GW (19,2%) corresponden al Sistema Interconectado del Norte Grande (SING). Por otro lado, el porcentaje que queda (0,8%) se reparte en el Sistema Eléctrico de Aysén (SEA) y en el Sistema Eléctrico de Magallanes (SEM). Del total generado al mes un 56,6% corresponde a producción termoeléctrica, un 29,4% a producción hidroeléctrica convencional y un 14,1% a energías renovables no convencionales (ERNC). De toda la capacidad instalada neta de generación eléctrica por mes (21,024 GW), un 5% corresponde a generación fotovoltaica, un 5% a generación eólica, un 2% a biomasa y un 2% a generación hidráulica de pasada.
Para diciembre de 2017, Chile contaba con una capacidad instalada neta de generación eléctrica de 22,535 GW por mes. De este total el 17,081 GW (75,8%) corresponden al Sistema Interconectado Central (SIC), mientras que 5,288 GW (23,5%) corresponden al Sistema Interconectado del Norte Grande (SING). Por otro lado, el porcentaje que queda (0,7%) se reparte en el Sistema Eléctrico de Aysén (SEA) y en el Sistema Eléctrico de Magallanes (SEM). Del total generado al mes un 56,1% corresponde a producción termoeléctrica, un 25,1% a producción hidroeléctrica convencional y un 18,8% a energías renovables no convencionales (ERNC). De toda la capacidad instalada neta de generación eléctrica por mes (22,535 GW), un 8% corresponde a generación fotovoltaica, un 6% a generación eólica, un 3% a biomasa y un 2% a generación hidráulica de pasada.

### Demanda
En el SEN, el año 2023, se realizaron retiros de 77,28 TWh de electricidad, de los cuales 47,14 TWh corresponde a clientes libres y los restantes 30,14 son realizados por clientes regulados. Para el año 2022, los sistemas medianos: SEA, SEM y de Los Lagos, realizaron retiros de 609,85 GWh. . 
La demanda máxima del SEN, el año 2023, fue de 11.549 MW que ocurrió el día 26 de diciembre.

### Proyección de demanda y suministro
Actualmente, la tecnología dominante de expansión del sistema son las centrales térmicas a carbón, las que aumentarán significativamente su participación en la matriz energética chilena, con proyectos por 11.852 MW a abril de 2010. Le siguen en importancia las centrales de embalse proyectadas, que a abril de 2010 sumaban 10.338 MW. Las centrales eólicas sumaban a la misma fecha 2.497 MW, y las centrales geotérmicas 270 MW

## Acceso a la electricidad
La cobertura total de electricidad en Chile alcanzó un máximo del 95% en 2003. La mayor parte del progreso en las zonas rurales, donde el 90% de la población tiene acceso a la electricidad, ocurrió en los últimos 10 años, luego del lanzamiento del Programa de Electrificación Rural (PER) administrado por el Fondo Nacional de Desarrollo Regional. Este Fondo administra la financiación tripartita de los costos de capital de las conexiones rurales: los usuarios pagan el 10%, las compañías el 20% y el estado provee el 70% restante; los usuarios deben pagar los costos de operación.

### Frecuencia y duración de las interrupciones
En 2002, la cantidad media de interrupciones por usuario fue de 9,8, mientras que en 2005 la duración de las interrupciones fue de 11,5 horas. Ambas cantidades están por debajo de los promedios ponderados de 13 interrupciones y 14 horas para la región de ALyC.

### Pérdidas en distribución y en transmisión
Las pérdidas en distribución en 2005 fueron de 6,52%, una cifra inferior al 8% de la década anterior y bastante menor al promedio de ALyC de 13,5%.

### Política y regulación
La Comisión Nacional de Energía (CNE), creada en 1978 para recomendar estrategias a largo plazo, es responsable de asesorar al Ministro de Economía con respecto a la política de electricidad y de establecer tarifas reguladas de distribución. La Superintendencia de Electricidad y Combustibles (SEC) es la responsable de supervisar que se cumplan las leyes, regulaciones y estándares técnicos para la generación, producción, almacenamiento, transporte y distribución de combustibles líquidos, gas y electricidad. A su vez, el ministro de Energía impone formalmente las tarifas reguladas y controla el dictado de decretos de racionamiento durante los períodos de sequía en los que disminuye la capacidad de generación de energía hidroeléctrica. Otras responsabilidades del sector eléctrico están a cargo de la Superintendencia de Valores y Seguros (SVS), la cual se encarga de fijar impuestos, y también directamente de las regiones y municipalidades..

### Generación, transmisión y distribución
Desde la privatización del sector eléctrico chileno en 1980, todas las actividades de generación, transmisión y distribución han permanecido en manos privadas. 26 compañías participan de la producción, aunque cuatro grupos económicos controlan el sector: Grupo Endesa, AES Gener, Colbún y GDF Suez. La situación es similar en el sector de la distribución, con 36 compañías, entre las cuales los grupos económicos más relevantes son Enersis (relacionado con Endesa), el cual incluye a Chilectra; el norteamericano PP&L; Sempra-PSEG y los grupos vinculados a las familias Marín, Claro, Hornauer y Pérez. En la transmisión, hay 5 actores. En el Sistema Interconectado Central (SIC), el actor más importante es Transelec, una compañía dedicada exclusivamente a la transmisión que controla la red completa que provee al SIC. En los otros sistemas interconectados, las grandes compañías de generación y los grandes clientes son los propietarios de los sistemas de transmisión.
El Sistema Interconectado Central (SIC) provee principalmente a usuarios residenciales, mientras que el Sistema Interconectado del Norte Grande (SING) provee en su mayoría a grandes clientes industriales, sobre todo a los intereses mineros de las regiones del norte de Chile. La compañía generadora más grande en el SING es E-CL, propiedad de GDF Suez.

## Recursos de energía renovable
En enero de 2006 se aprobó la nueva legislación para aplicar los beneficios incluidos en las Leyes Cortas I y II (para más detalles vea la sección sobre desarrollos recientes más abajo) para la producción de energía renovable. La nueva regulación estableció exenciones en las tarifas de transmisión de nuevas fuentes de energía renovable (es decir, geotérmica, eólica, solar, biomasa, mareomotriz, undimotriz, hidroeléctrica a pequeña escala y cogeneración) menores a 20 MW de capacidad. También simplificó los procedimientos legales para los proyectos menores a 9 MW. El éxito de esta nueva regulación para la promoción de fuentes renovables todavía está por verse. La "Ley 20.571" o Ley de Generación Ciudadana promulgada el 22 de marzo de 2014, garantizó como un derecho a cada ciudadano chileno el poder generar su propia energía eléctrica a través de energías renovables no convencionales (solar y eólica principalmente).

### Energía hidroeléctrica
Históricamente, las plantas hidroeléctricas han sido la mayor fuente de energía de Chile. Sin embargo, las sequías periódicas provocaban deficiencias y apagones, lo que impulsó al gobierno a aumentar la diversificación de la matriz de energía del país en la década de los 90, principalmente incorporando plantas de energía a gas natural. Las restricciones de gas que impuso Argentina a partir de 2004 condicionaron este desarrollo, con lo que comenzaron a entrar centrales térmica a carbón al sistema. No obstante, los proyectos de energía hidráulica continuaron ejecutándose. El mejor ejemplo es la planta Ralco de Endesa de 570 MW sobre el Río Biobío, ya que es la planta de energía más grande de Chile. La construcción de esta planta se demoró debido a la oposición de los residentes locales y los activistas ecologistas, pero finalmente comenzó a funcionar en 2004, año en el cual la autoridad de medio ambiente de Chile también aprobó su expansión a una capacidad de 690 MW.

### Energía solar fotovoltaica
Chile tiene el potencial de generar la totalidad de la electricidad requerida a nivel nacional a través de la energía solar, esto debido a que en el norte del país, especialmente en el desierto de Atacama y sus alrededores, es uno de los lugares con mayor incidencia solar en el mundo.

### Otros
En los últimos años se han instalado varios parques eólicos (Canela I, Canela II, Monte Redondo, El Totoral) y hay varios más en carpeta.
En los últimos años se ha incrementado el interés en el potencial geotérmico del país. En 2006, luego de una campaña de prospección, un consorcio formado por la Empresa Nacional del Petróleo (ENAP) y Enel solicitaron una concesión para desarrollar los recursos geotérmicos en la región El Tatio, en el norte chileno. Sin embargo, un incidente durante las perforaciones, que causó una fuga, generó gran controversia, con lo que la geotermia actualmente no goza de mucha popularidad en Chile.

### Reforma del sector eléctrico de 1982
Chile representa la reforma eléctrica integral más grande del mundo puesta en marcha luego de la Segunda Guerra Mundial. La reforma se rigió por la Ley General de Servicios Eléctricos de 1982, que aún es la ley regulatoria más importante de la organización del sector eléctrico del país. La reforma fue diseñada de acuerdo con los modelos del Reino Unido, Francia y Bélgica, y comenzó con la desagregación de la generación, transmisión y distribución en 1981. La reforma todavía es ampliamente considerada como un ejemplo exitoso de reforma eléctrica en un país en vías de desarrollo y se usa como modelo para otras privatizaciones en América Latina y en todo el mundo.
En el período 1970-73, el gobierno de Salvador Allende emprendió un proceso de estatización de muchas grandes empresas, incluidos los servicios públicos y los bancos. En el año 1974, las políticas de control total sobre la economía llevaron al país a padecer altos niveles de inflación, sumado a los altos precios de los combustibles y los controles de precios, se llevó a la industria eléctrica a sufrir grandes pérdidas y poca inversión en los servicios públicos eléctricos. La dictadura posterior decidió reorganizar el sector a través de la introducción de la disciplina de economía. Esto hizo que las grandes compañías estatales que estaban quebradas y con rendimientos paupérrimos, como las de electricidad, regresaran a manos de sus antiguos dueños, acción que precedió a la privatización de las empresas de servicios públicos, que comenzó en 1986. Para fines de los 90, grandes inversiones extranjeras llegaron a aportar al sistema de electricidad chileno, obteniendo una participación mayoritaria en la industria.
Durante la reestructuración del sector eléctrico, Endesa, una compañía estatal que databa de 1944 con grandes activos de generación, transmisión y distribución en todo el país, fue dividida en 14 compañías. Estas incluían 6 compañías de generación (incluidas Endesa y Colbún), 6 compañías de distribución y 2 compañías pequeñas de generación y distribución aisladas ubicadas en el sur del país. Chilectra, de propiedad privada desde 1970, fue dividida en 3 empresas: una compañía de generación (Gener) y dos compañías distribuidoras. 
Los altos niveles de inversión que se han logrado desde 1982 han permitido la expansión del Sistema Interconectado Central (SIC) de 2.713 a 12.075 MW y del Sistema Interconectado del Norte Grande (SING) desde 428 hasta 3.716 MW entre 1982 y 2010

### Desarrollos recientes
Durante los últimos 20 años ha habido varios intentos de modificar la Ley General de Servicios Eléctricos de 1982 con el propósito de adaptarla a los desarrollos del sector. El primer intento exitoso ocurrió en 1999, que llevó al racionamiento de la electricidad luego de la sequía de 1998-1999, la peor en 40 años, y que causó apagones desde noviembre de 1998 hasta abril de 1999 (con un total de 500 GWh sin suministrar). Sin embargo, las modificaciones más importantes datan de 2004, con la ley 19.940, conocida como Ley Corta, y de 2005, con la ley 20.018, conocida como Ley Corta II, que intentaban resolver de manera oportuna algunas de las deficiencias más apremiantes del sistema actual. No obstante, aún se necesita una ley más integral. 
Las repercusiones de la crisis argentina de 2002 ocasionaron serios problemas. En Argentina, la rápida recuperación económica ha elevado la demanda de energía y ha llevado a efectuar cortes en el suministro de energía eléctrica. Esto llevó a que Argentina decidiera unilateralmente en 2004 una reducción en sus exportaciones de gas a Chile, las cuales estaban sujetas a un tratado de 1995 entre ambos países. Estos cortes tuvieron serias consecuencias para Chile, y condujeron a una sustitución costosa de gas por fuel oil en medio de una merma en la capacidad hidroeléctrica. Además, la escasez de gas encendió el debate sobre la inversión en costosas instalaciones para la importación gas natural licuado (GNL). La construcción de la primera planta de regasificación de gas natural licuado del país en Quintero (Regiones de ChileRegión V), cerca de la ciudad de Santiago de ChileSantiago, comenzó en 2007 bajo la coordinación de la compañía petrolera estatal ENAP (Empresa Nacional del Petróleo). British Gas construyó la planta de 400 millones de dólares e importará GNL para los cinco proveedores de energía más grandes del país. El suministro limitado de gas natural desde la planta comenzó en 2008 y alcanzó su plena capacidad en 2009. El gobierno chileno, como respuesta adicional para asegurar el suministro de energía, propuso en agosto de 2007 un nuevo proyecto de ley ante el Congreso Nacional. El principal objetivo de esta ley es minimizar las consecuencias negativas derivadas del incumplimiento de las obligaciones contractuales de suministro de energía contraídas por el generador (por ejemplo, debido a una quiebra). En dicho caso, la nueva ley obligaría al resto de los generadores a asumir las obligaciones de la compañía fallida. Además, la Comisión Nacional de Energía (CNE) aprobó recientemente la Resolución No. 386, una nueva legislación que permitirá a los consumidores finales regulados recibir incentivos económicos para reducir su demanda eléctrica.

## Tarifas
En 2005, la tarifa residencial media era de 0,109 US$/(kWh), mientras que la tarifa industrial media era de 0,0805 US$/(kWh). Estas tarifas son muy cercanas a los promedios ponderados de ALyC de 0,115 US$ para consumidores residenciales y de 0,107 US$ para consumidores industriales.

### Subsidios
Los subsidios eléctricos en Chile tienen como objetivo atenuar el impacto del aumento de las tarifas eléctricas en los sectores más pobres de la población. En junio de 2005, la ley N.° 20.040 estableció un subsidio eléctrico para las familias chilenas pobres. Según estipula la ley, el subsidio se aplicará cuando las tarifas eléctricas para los usuarios residenciales, urbanos o rurales enfrenten un incremento igual o mayor al 5% durante un período igual o menor a seis meses. Esta medida fue aplicada por primera vez entre junio de 2005 y marzo de 2006, alcanzando a un 40% del total de la población (cerca de 1.250.000 familias). El subsidio fue puesto en marcha por segunda vez de febrero a marzo de 2007, beneficiando a 32.000 clientes en la II y III región del país. Más recientemente, el gobierno anunció una nueva aplicación del subsidio entre diciembre de 2007 y marzo de 2008 para beneficiar a casi 1.000.000 de hogares. El monto total del subsidio (33 millones US$) triplicará los recursos comprometidos en campañas anteriores y es una respuesta al alza de los precios de la electricidad causada por el incremento del uso del diésel como sustituto del gas natural, y las bajas precipitaciones de 2007 que han impedido la generación de energía hidroeléctrica.

## Inversión y financiación
Se estima que las necesidades de inversión en la generación, transmisión y distribución de electricidad hasta 2030 estarán entre los 38 y 49 mil millones US$.

## Resumen de la participación privada en el sector eléctrico
Como resultado de la reforma del sector eléctrico en 1982 se liberalizó el mercado eléctrico chileno y hasta 2016, el 100% de la generación, transmisión y distribución estaba en manos de empresas privadas. Con la aprobación de la ley N.º 20.897, que amplió el giro de la Empresa Nacional del Petróleo (ENAP), empresa estatal chilena para su participación en licitaciones del rubro energético vinculado a la electricidad, se permitió la participación de una empresa estatal en el sector eléctrico de Chile, pero sin amenazar el sistema de libre mercado. El grupo Endesa (5223 MW ; 32,8%), AES Gener (2642 MW 16,6%), Colbún S.A. (2591 MW, 16,3%)y GDF Suez (1856 MW ; 11,6%) controlan la mayor parte del mercado de generación. En el caso de la distribución, el mercado es controlado por cuatro actores principales: Enersis (ligada a Endesa), PP&L, Sempra-PSEG, y un grupo de familias. En el caso de la transmisión, Transelec es el principal controlador de la red, seguido de Transnet.

## Responsable de medio ambiente
La CONAMA (Comisión Nacional del Medio Ambiente) creada en 1994, actuaba como coordinadora de las acciones del gobierno sobre el medio ambiente. La CONAMA estaba presidida por un ministro e integrada por varios ministerios diferentes (Economía, Obras Públicas, Transporte y Telecomunicaciones, Agricultura, Salud, etc). En julio de 2007 se enfrentó a la necesidad de la instalación temprana de una nueva capacidad de reserva en el Sistema Interconectado Nacional (SIC); el Ministerio de Energía exhortó a CONAMA a conceder máxima prioridad a la evaluación del impacto medioambiental de los proyectos relacionados con la instalación de turbinas de emergencia.
Recientemente fue aprobada la "Ley que crea el Ministerio del Medio Ambiente", la cual entrará en vigencia los primeros meses de 2010. La ley supone un rediseño mayor de la institucionalidad ambiental en Chile. Las reformas centralizan las competencias ambientales en organismos dedicados. El Ministerio del Medio Ambiente queda a cargo del diseño de políticas del ramo, el Servicio de Evaluación Ambiental es el responsable de la administración del SEIA y la Superintendencia desempeña las funciones de fiscalización.

## Emisiones de gases de efecto invernadero
La OLADE (Organización Latinoamericana de Energía) estimó que las emisiones de CO2 por la producción de electricidad en 2003 fueron de 13,82 millones de toneladas de CO2e, lo que representa el 22% del total de las emisiones del sector energético. Se estima que para 2030 la producción eléctrica será la responsable de la mayor parte de las emisiones del sector energético, un 39% (74 millones toneladas aproximadamente) del total.

### Proyectos MDL en electricidad
Actualmente (septiembre de 2007), existen en Chile ocho proyectos MDL registrados relacionados con la energía, con reducciones totales de emisiones estimadas en alrededor de 2 millones de toneladas de CO2e por año. Lo que sigue son los proyectos desglosados:
| Tipo de proyecto                            | Cantidad | Reducción de emisiones (tCO2e/año) |
| ------------------------------------------- | -------- | ---------------------------------- |
| Energía hidroeléctrica                      | 3        | 578,456                            |
| Cogeneración                                | 1        | 2,226                              |
| Biogás                                      | 1        | 582,425                            |
| Producción de electricidad mediante biomasa | 3        | 953,216                            |

Fuente: UNFCCC

### Banco Mundial
En 2004 se aprobó un préstamo de 50,26 millones US$ con el objetivo de incrementar el uso efectivo y productivo de servicios de infraestructura sostenible para las comunidades rurales pobres de territorios seleccionados en las regiones de Coquimbo, Maule, Biobío, Araucanía y Los Lagos. El proyecto, que concluirá en 2010, busca entre otras cosas mejorar la calidad de los servicios eléctricos convencionales y promover soluciones energéticas aisladas de la red y energías renovables, tales como generadores, paneles solares y turbinas eólicas.

### Banco Interamericano de Desarrollo (BID)
El Banco Interamericano de Desarrollo ha financiado tres proyectos activos relacionados con la electricidad en Chile. 
- En 2003 se aprobó un Programa de Electrificación Rural. Este proyecto, con un préstamo total de 40 millones US$ del BID, busca aumentar los incentivos gubernamentales a la inversión privada en la electrificación rural. El objetivo es extender las redes eléctricas, apoyar los proyectos de autogeneración y ayudar al fortalecimiento institucional. Los proyectos recibirán un subsidio de acuerdo con las reglas fijadas por el Ministerio de Planificación y Cooperación.

- Un proyecto para la Promoción de Oportunidades del Mercado de Energías Limpias  recibió un préstamo de 975.000 US$ del BID en 2006. El principal objetivo del proyecto es incrementar las oportunidades de mercado para las pequeñas y medianas empresas y aumentar su competitividad. La promoción del uso de energías renovables y la eficiencia energética debe lograrse mediante el acceso a los incentivos financieros que respaldan el uso de tecnologías con bajos niveles de emisiones de carbono.

- La Línea de Transmisión Charrúa-Temuco es una concesión a 20 años para la construcción y operación de una línea de transmisión de 200 km y 220 V en el sur del país que se otorgó a la Cia. Técnica de Engenharia Eletrica (“Alusa”) y a la Companhia Energetica de Minas Gerais (“Cemig”). El BID aprobó un crédito de 51 millones US$ para la construcción de esta línea de transmisión en una región que ha tenido un fuerte crecimiento económico en los últimos años.

## Reactores Nucleares para investigación
El Centro de Estudios Nucleares La Reina opera, desde 1974, el reactor nuclear de investigación RECH-1, que está destinado a apoyar actividades de desarrollo científico tecnológico.
El principal componente del reactor es el núcleo, cuyo tamaño es muy aproximado al tamaño de un motor de automóvil y genera una potencia de 5 millones de Watts. El núcleo está formado principalmente por elementos combustibles, que contienen uranio enriquecido en el isótopo 235U, y está ubicado cerca del fondo de la piscina cuya profundidad es de 10 metros. La masa total de 235U en el núcleo es del orden de 5 kilógramos.